# Radar
«Radar» (с англ. — «Радар») — песня, записанная американской певицей Бритни Спирс для её пятого студийного альбома Blackout (2007). Продюсерами трека выступили Bloodshy & Avant и The Clutch. Песня также вошла в следующий альбом Спирс Circus (2008) в качестве бонус-трека. Премьера клипа в России состоялась 3 июля 2009 года на каналах MTV и Муз-ТВ.

## Релиз

### 2008
24 июня компания Jive Records заявила, что четвёртым синглом с альбома Бритни Спирс Blackout станет песня Radar. В течение следующей недели после выпуска песню рассылали по радиостанциям для ознакомления. Но 11 июля 2008 Jive Records заявили, что «Radar» не будет выпущен в виде сингла, потому что Бритни была занята работой над новым альбомом. Однако неделю спустя это решение было пересмотрено, и 18 июля Radar всё-таки был выпущен в ограниченном количестве и поступил в продажу в США и нескольких европейских странах в виде промосингла. Позже песню можно было услышать на американском радио.

### 2009
7 мая 2009 на официальном сайте Бритни Спирс появилась информация, что четвёртым синглом с альбома Circus станет Radar, но уже полноценно, не в виде промо.

## Структура и слова песни
Песня по ритму и по тексту похожа на награждённый Грэмми сингл Бритни Спирс Toxic. Обе песни насыщены врезками электропопа, синтипопа и танцевальной музыки.

## Музыкальное видео

### Версия 2008
Первоначально, для запланированного выпуска клипа летом 2008, менеджер Бритни Спирс Ларри Рудольф заявил, что музыкальное видео на эту песню будет отснято в Лондоне. По его словам сюжет будет такой: «Бритни и её подруги будут ездить по Лондону, чтобы найти парня, которого встретили в клубе, но каждый раз это будет не он». Он также подтвердил, что Спирс будет сорежиссёром клипа. Премьера нового музыкального видео на песню «Radar» была намечена на 24 июня, но позже было официально подтверждено, что клипа на песню «Radar», как на сингл из альбома «Blackout», не будет.

### Версия 2009
В мае официальный сайт Бритни Спирс опубликовал информацию о том, что музыкальное видео будет снято в Лондоне в начале июня, куда Бритни прибудет, чтобы дать 8 концертов на арене "О2". 
Однако позже решение менеджеров певицы изменилось, и съёмки были произведены в отеле "Bacara Resort & Spa", который находится к северу от Санта-Барбары в США .

## Участие в чартах
Из-за высокого уровня продаж через интернет «Radar» на короткое время появился в нескольких чартах Billboard, когда начались продажи альбома «Blackout».

## Позиции в чартах
22 августа Radar стартовал в чарте Billboard Hot 100 с 90й позиции.
В России сингл вошёл в Hot 40.